# 岩頸
岩頸（がんけい）あるいは岩栓（がんせん）、突岩（とつがん）とは、火道内のマグマが硬化してできた形成物である。火山が侵食によって削られて、火道内の岩体が地表に現れた地形で、活火山においてはこれらの下にマグマ溜まりが存在することがあり、その圧力によって火山爆発が起こることがある。

## 岩頸の例

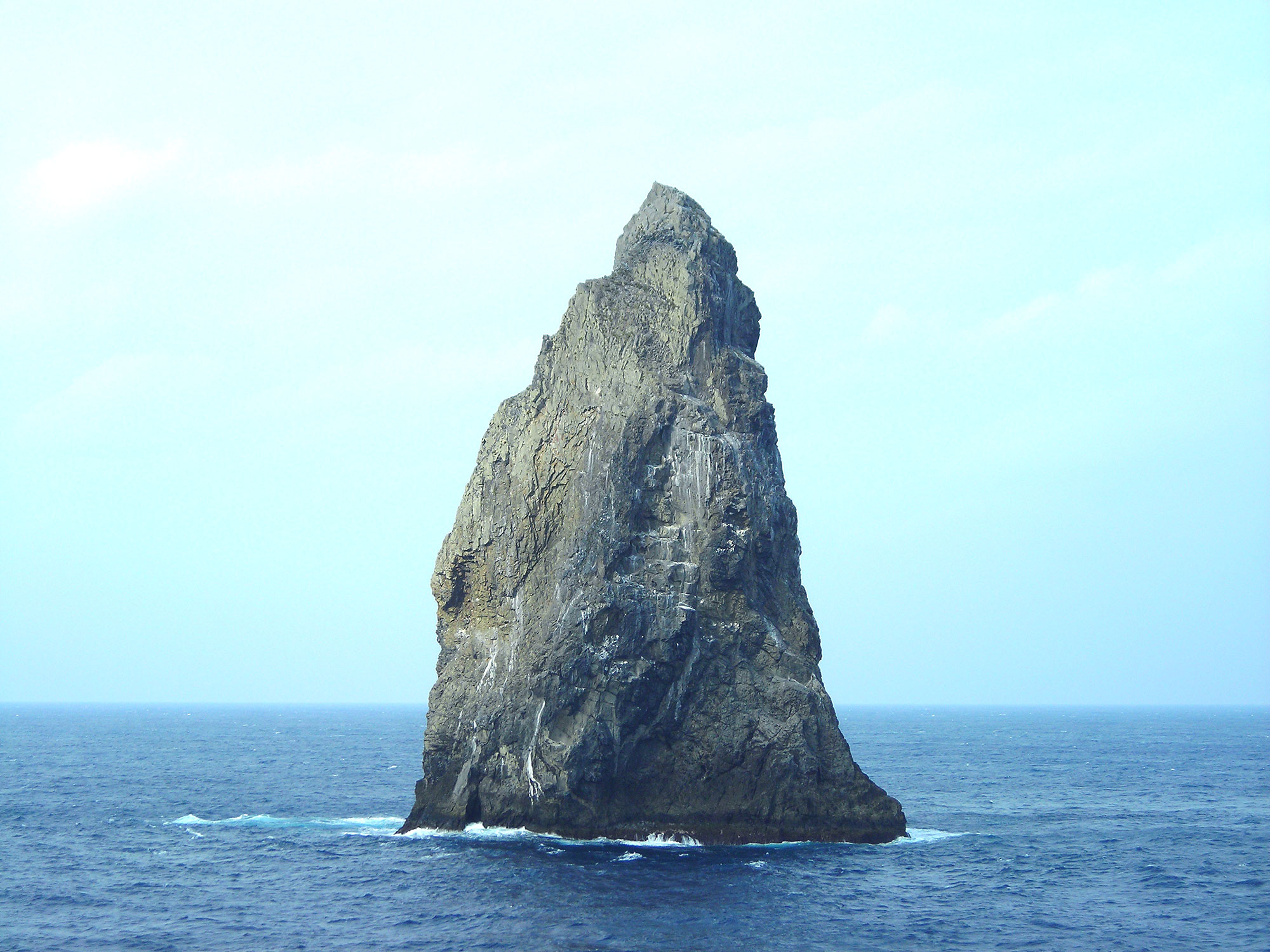
孀婦岩（伊豆諸島）
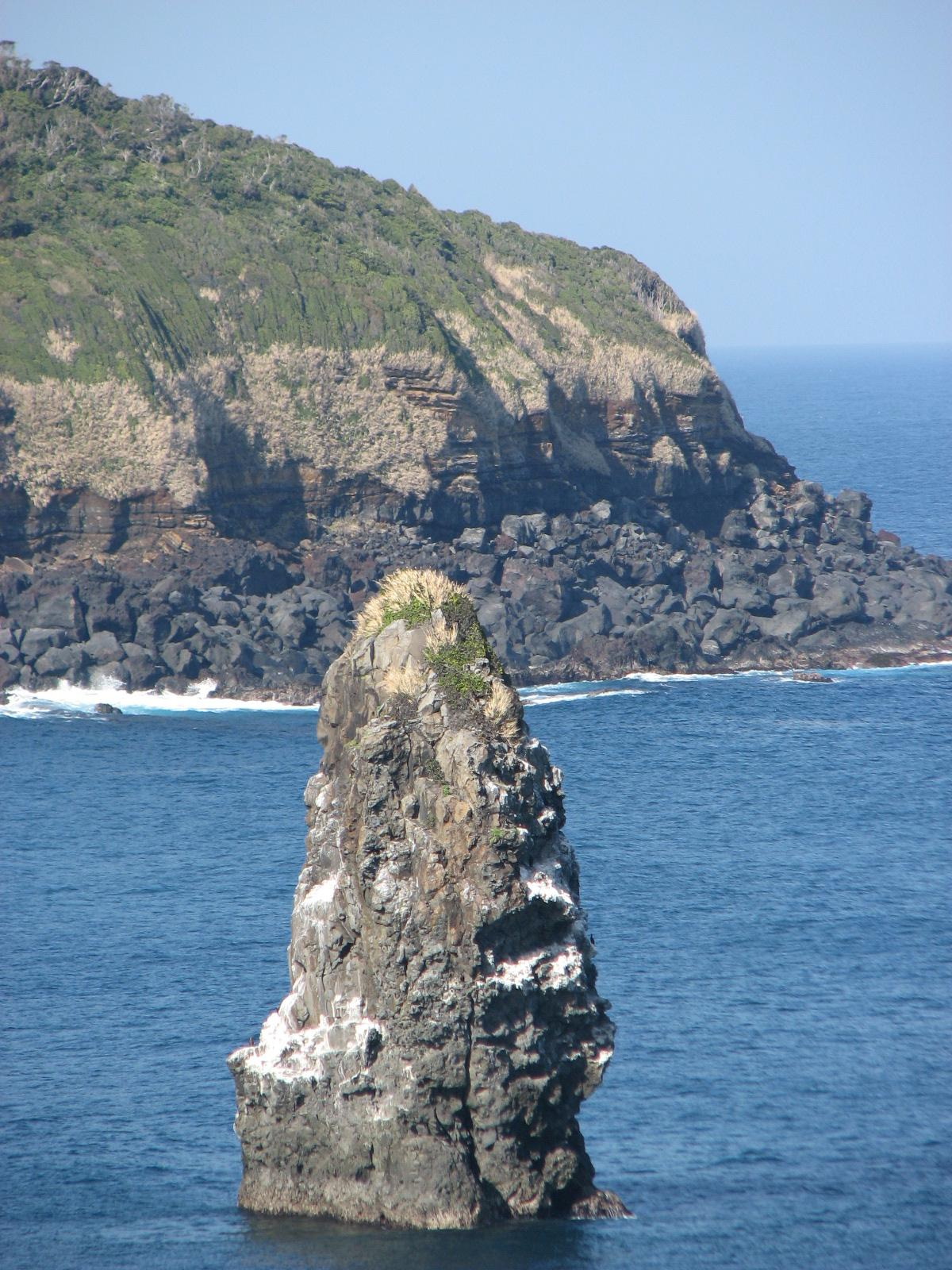
筆島（伊豆諸島）
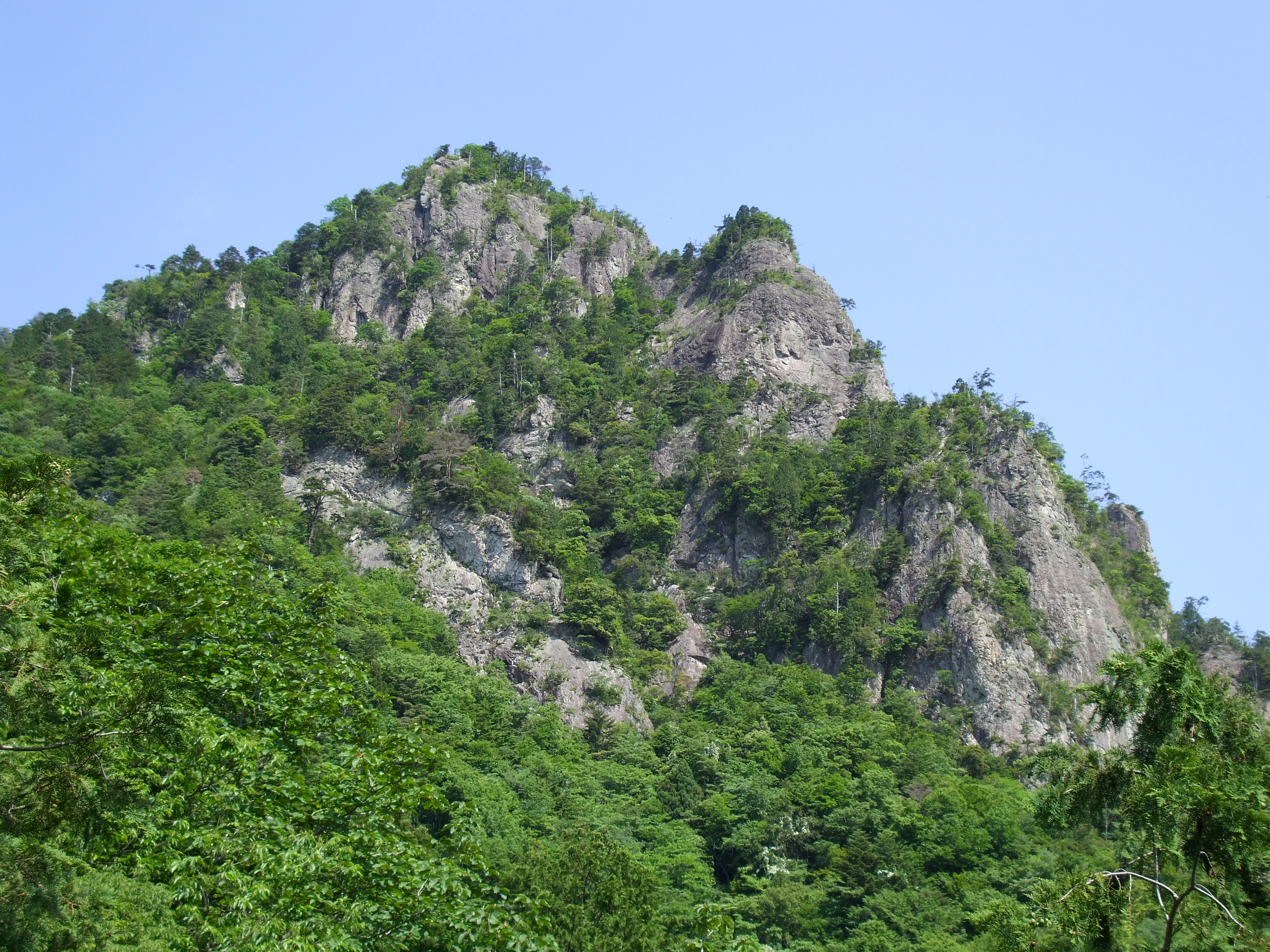
雪彦山（兵庫県）
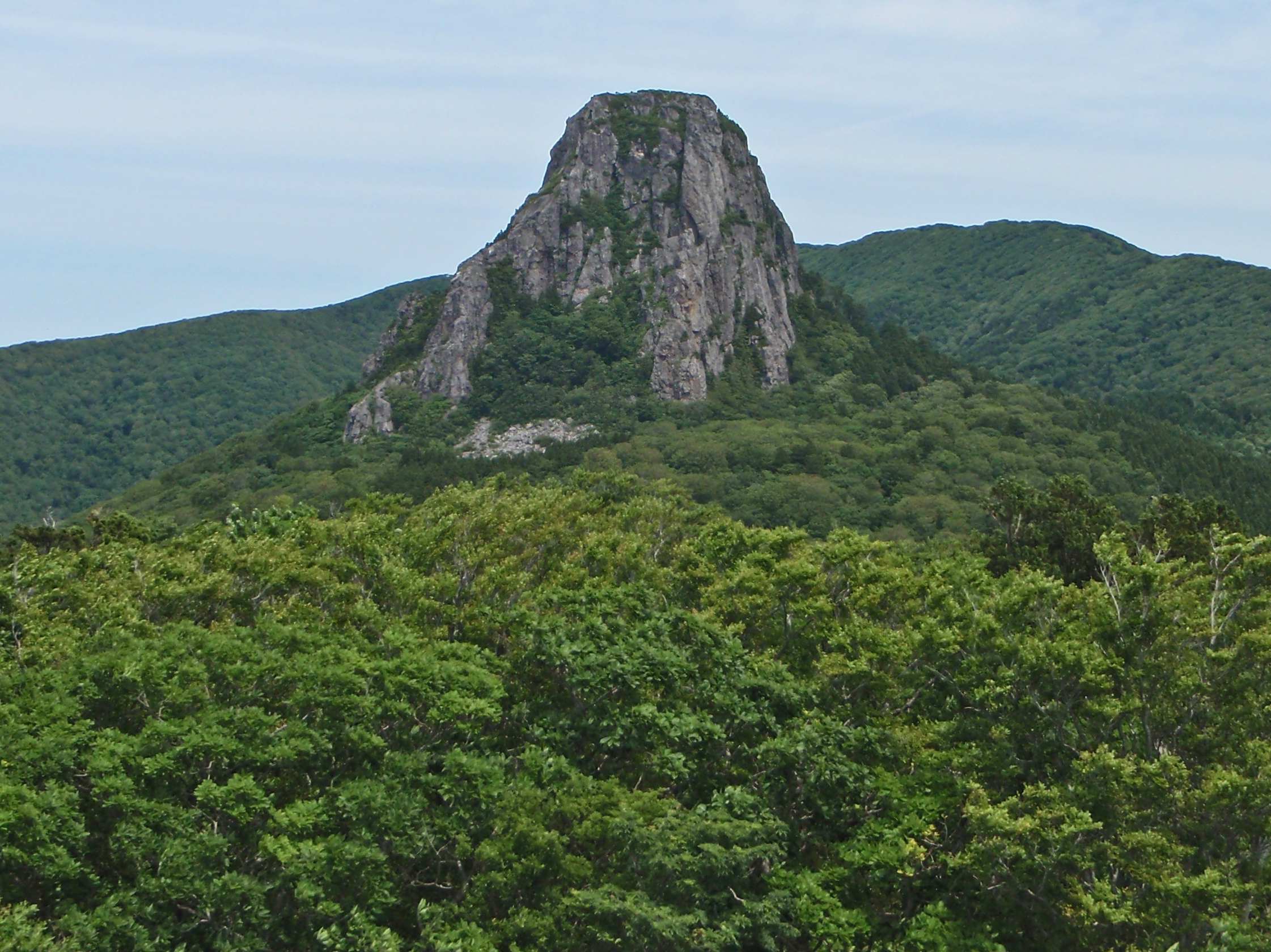
縫道石山（青森県）
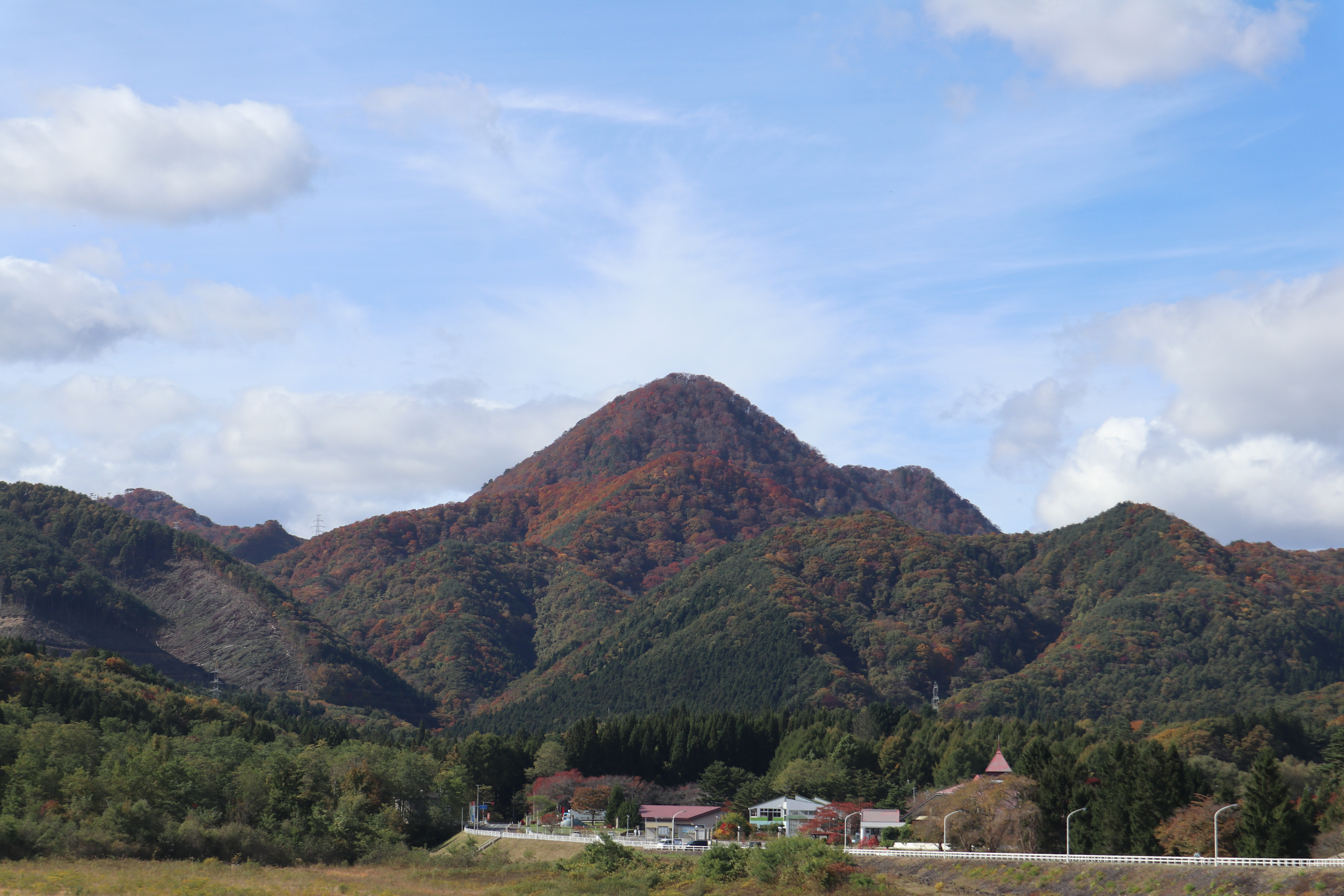
南昌山（岩手県）
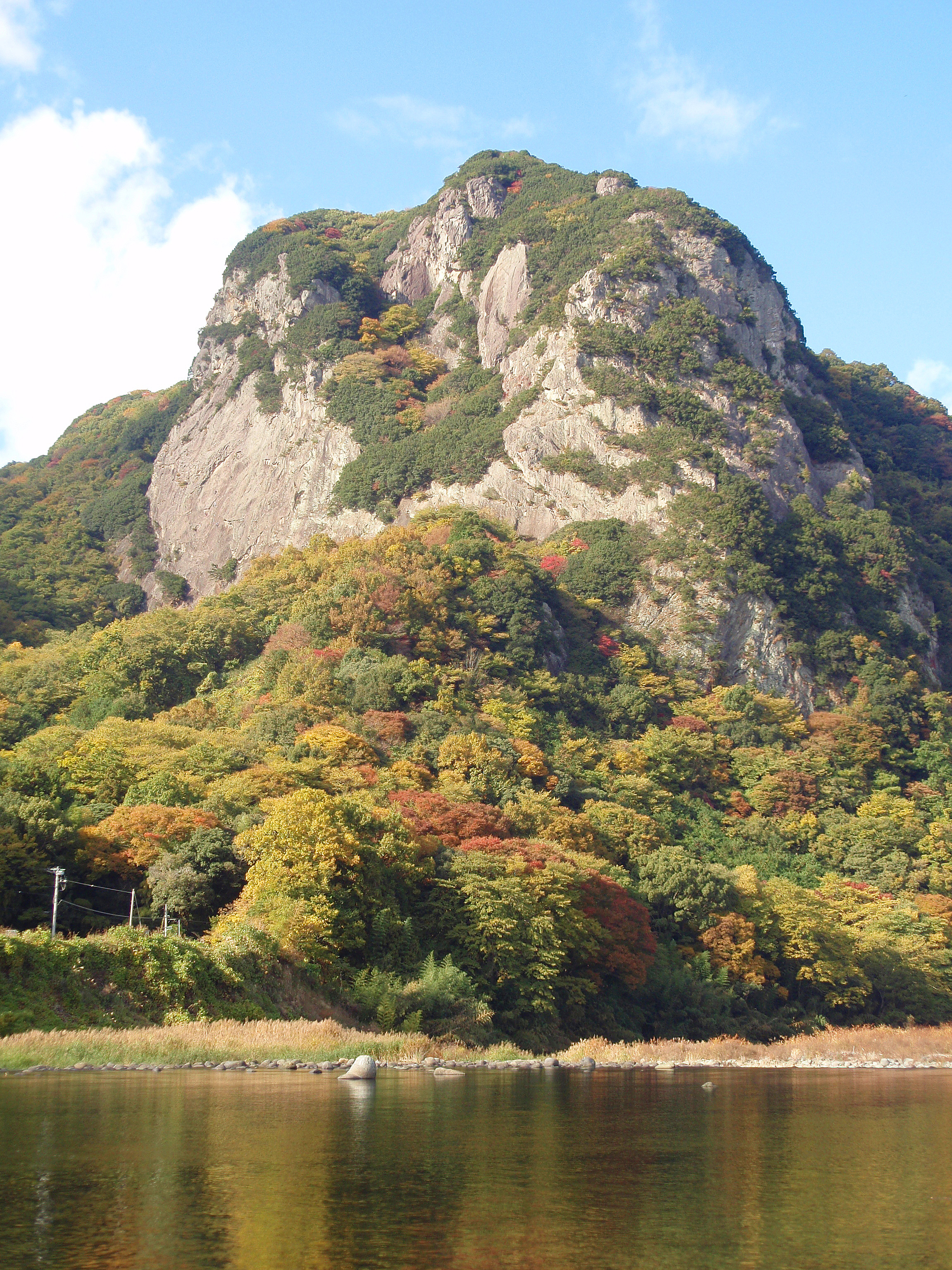
城山（静岡県）
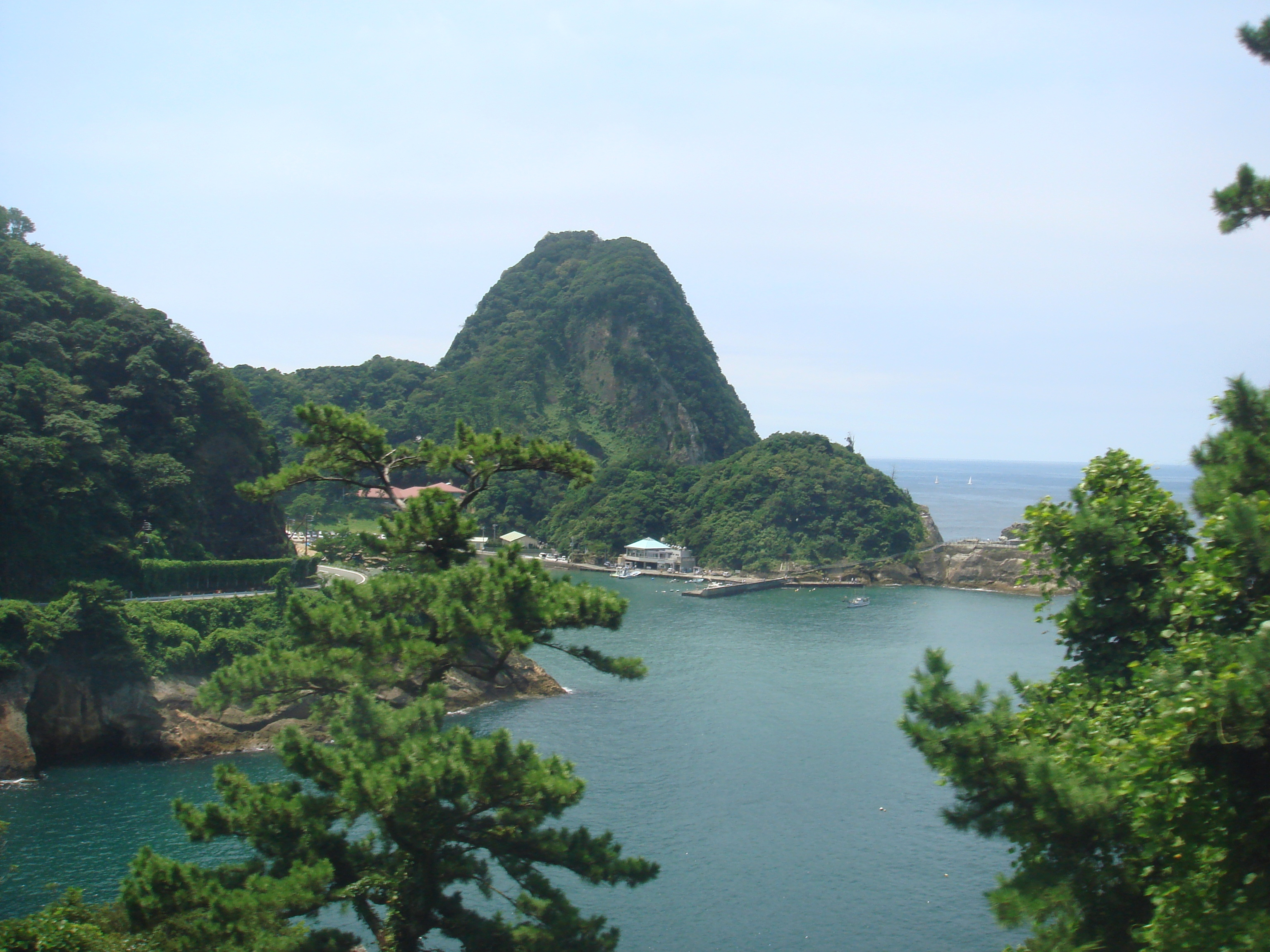
烏帽子山（静岡県）
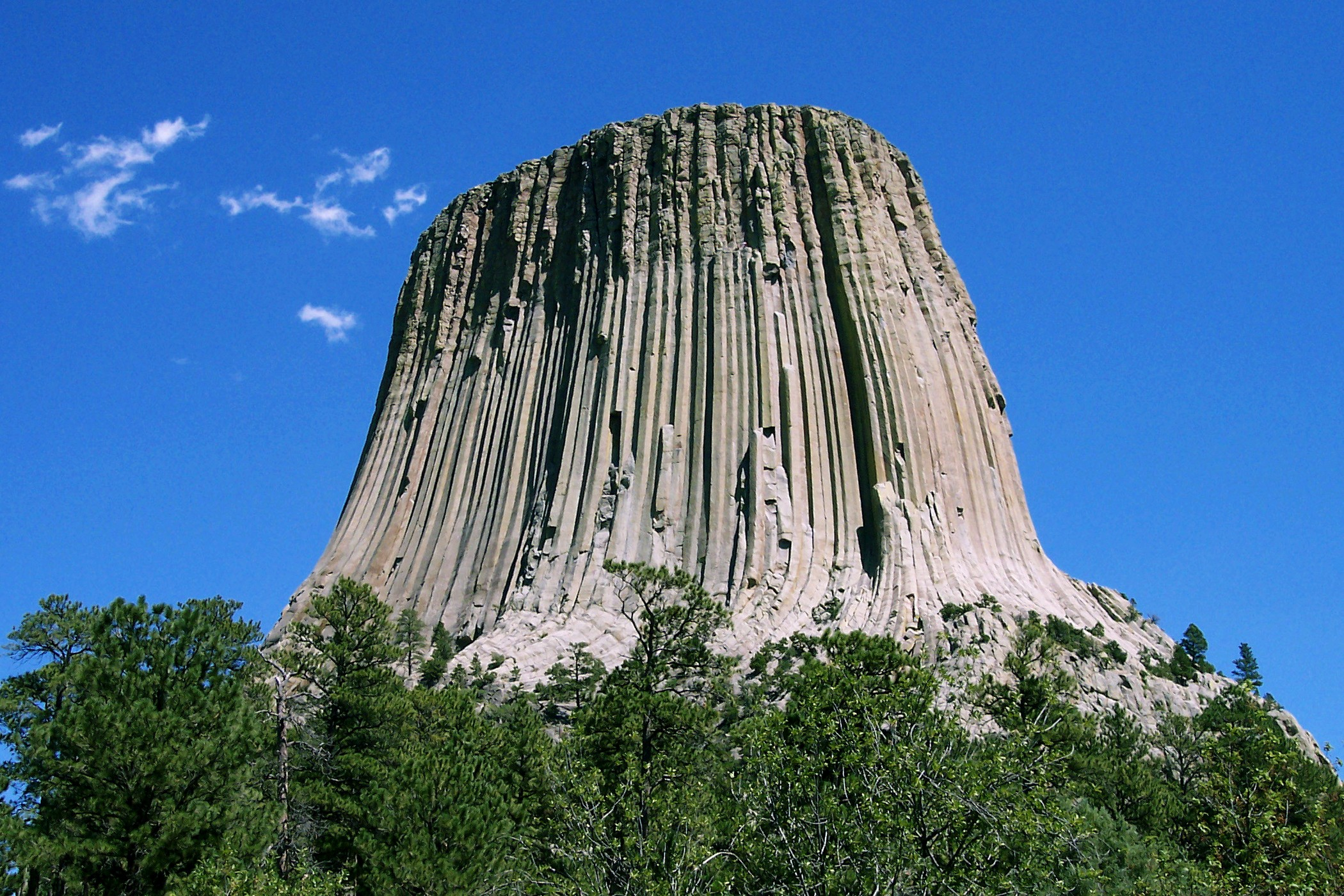
デビルズタワー（アメリカ）
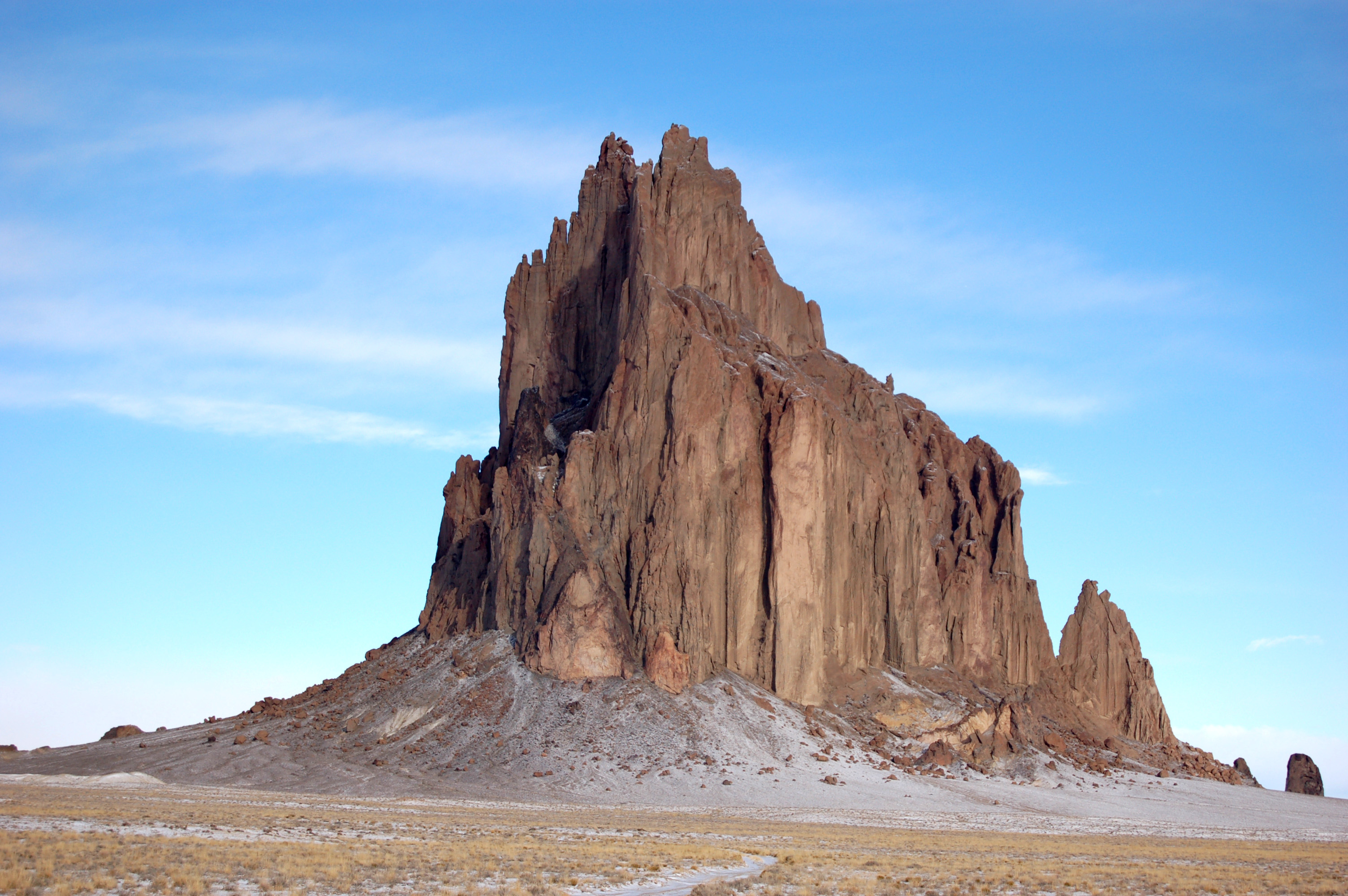
シップロック（アメリカ）
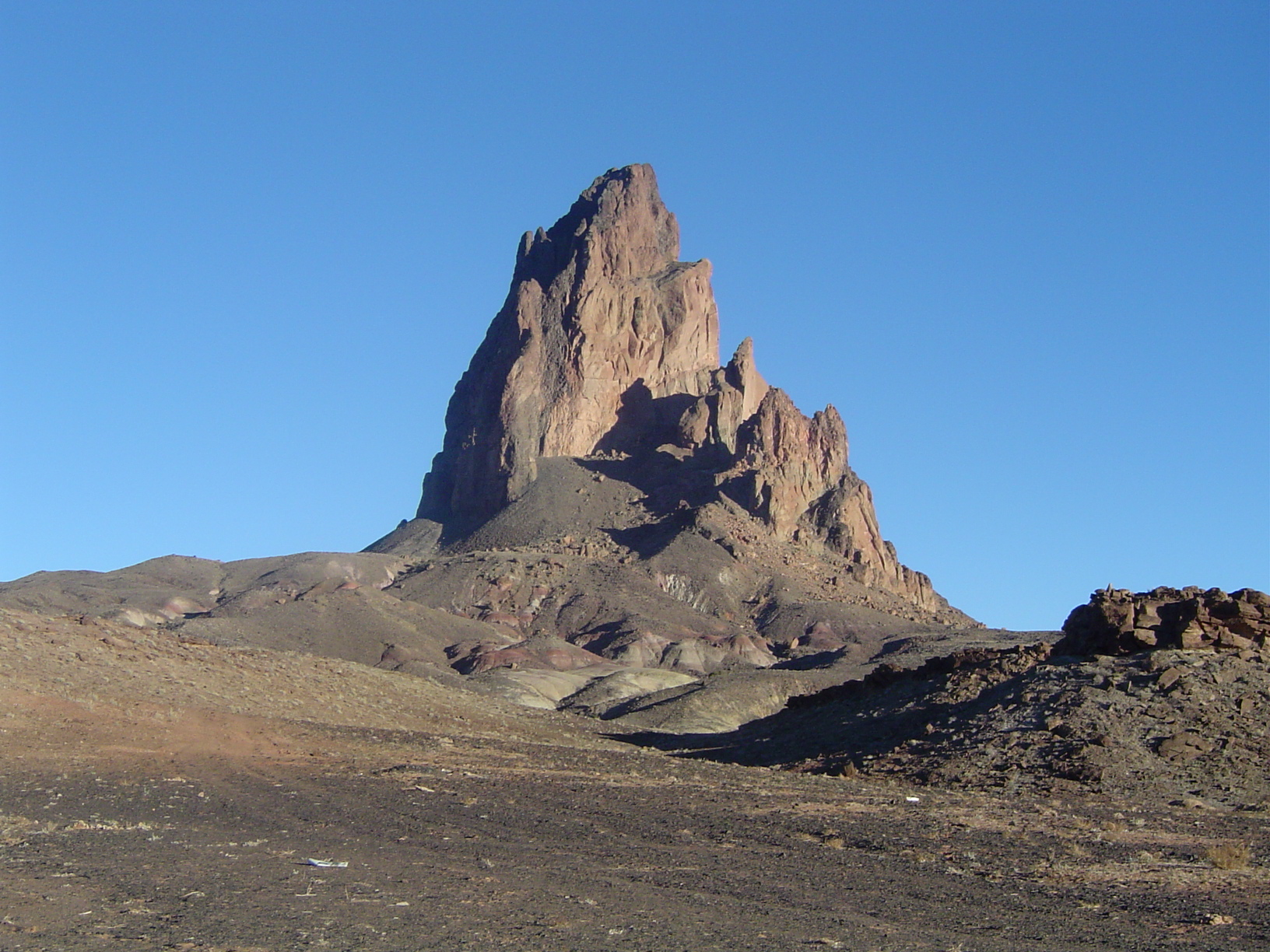
アガスラピーク （アメリカ）
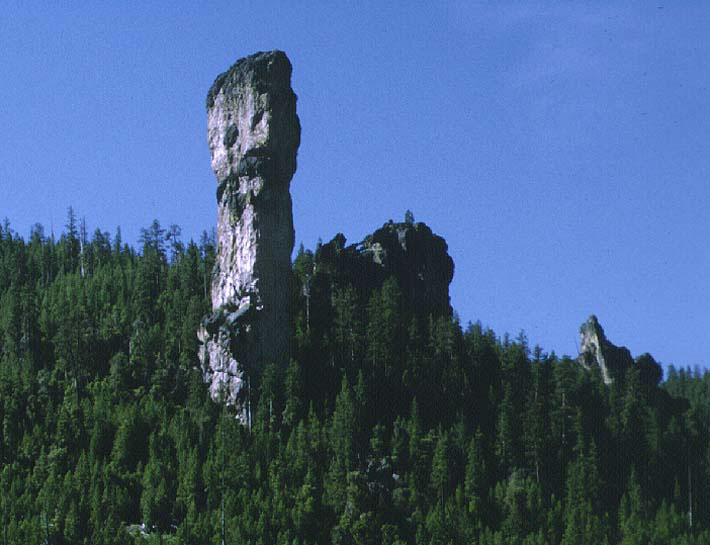
スタインズ・ピラー（アメリカ）
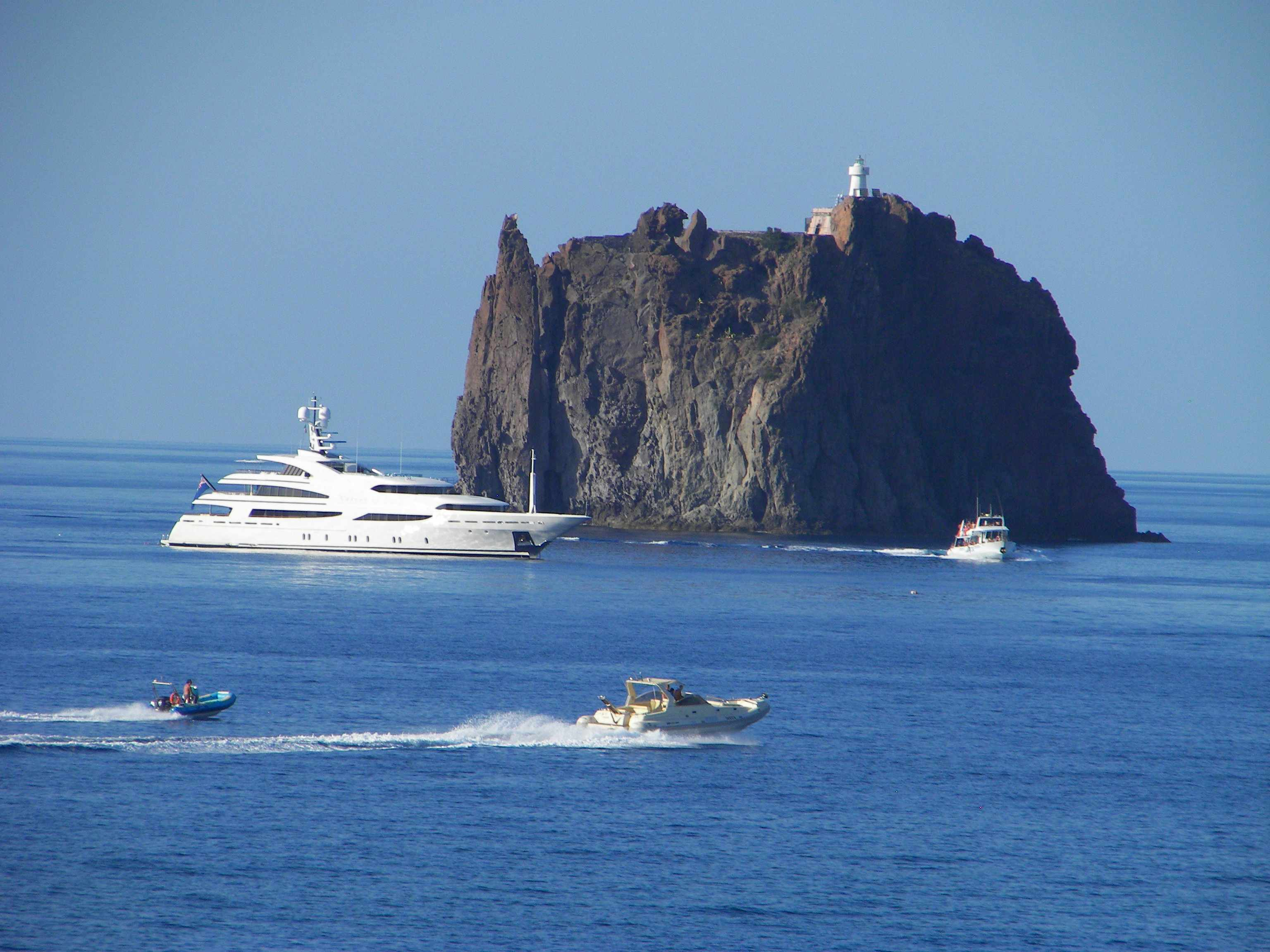
ストロンボリッキオ島（イタリア）
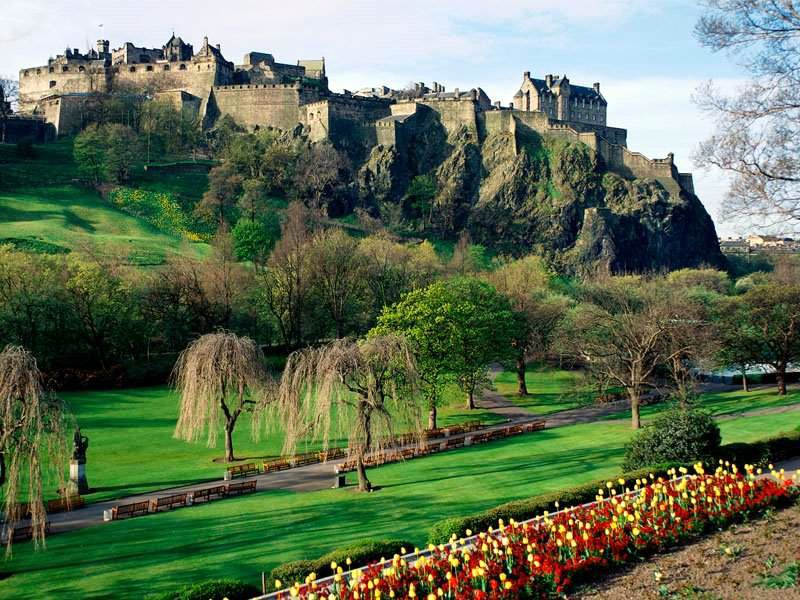
エディンバラ城（イギリス）
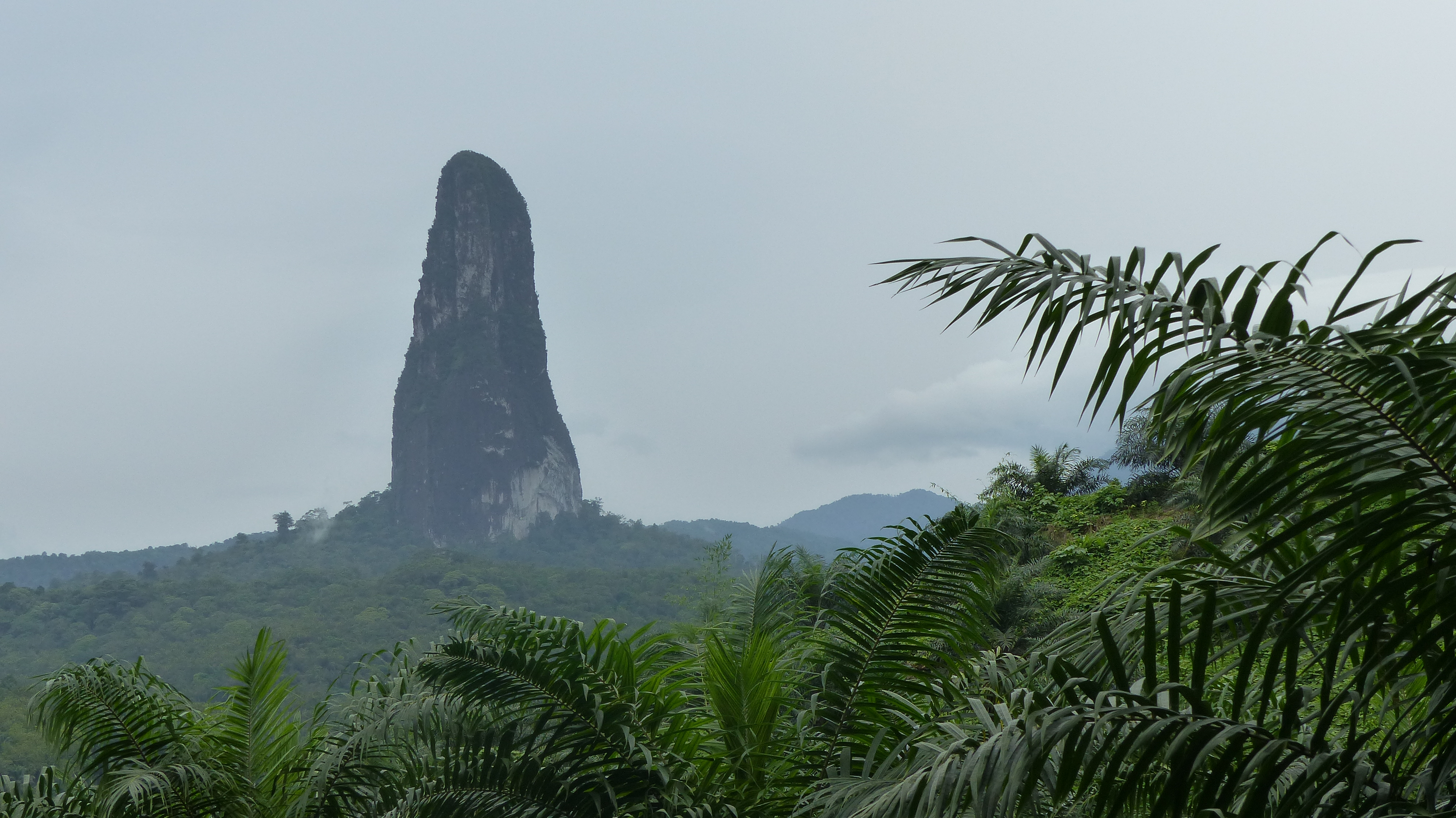
カン・グランデ峰（サントメ・プリンシペ）
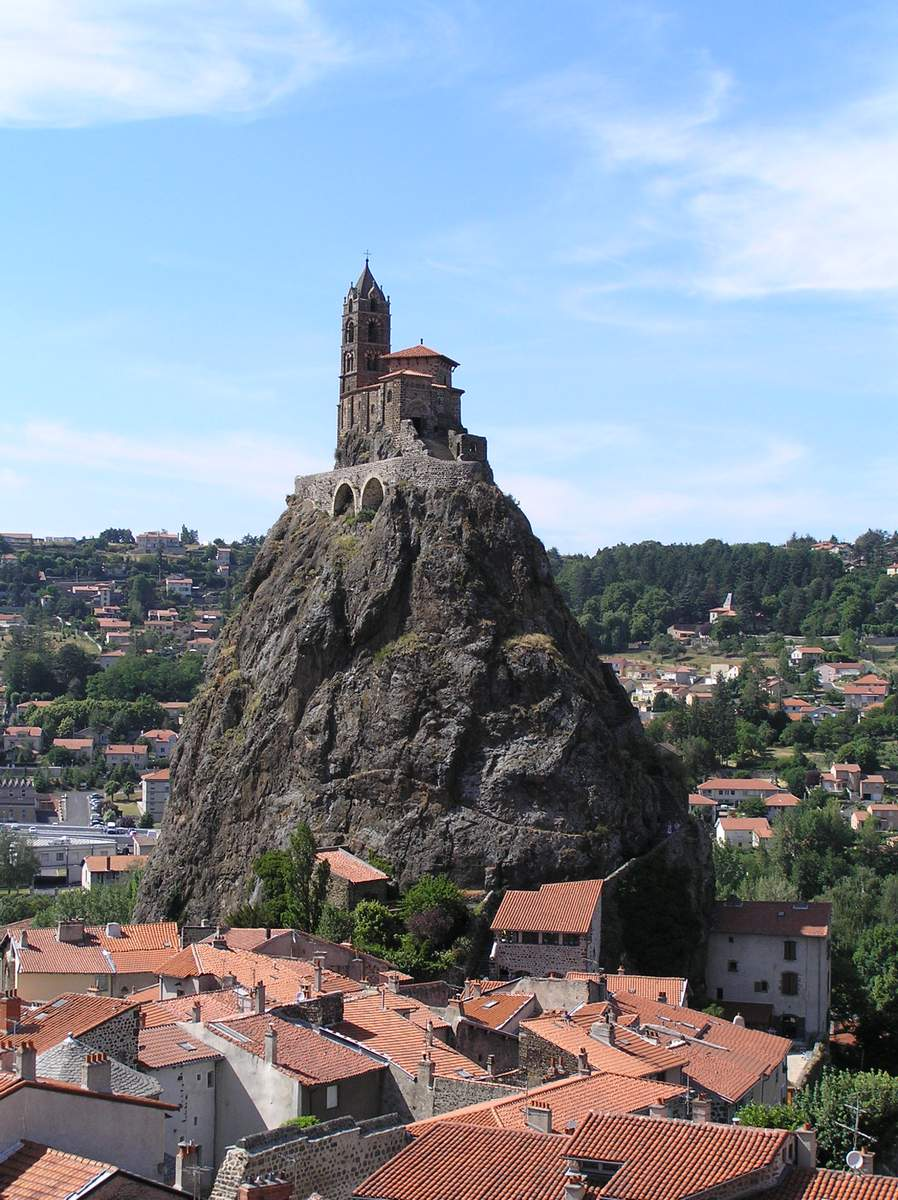
サン・ミシェル・デギュイユ岩峰（フランス）
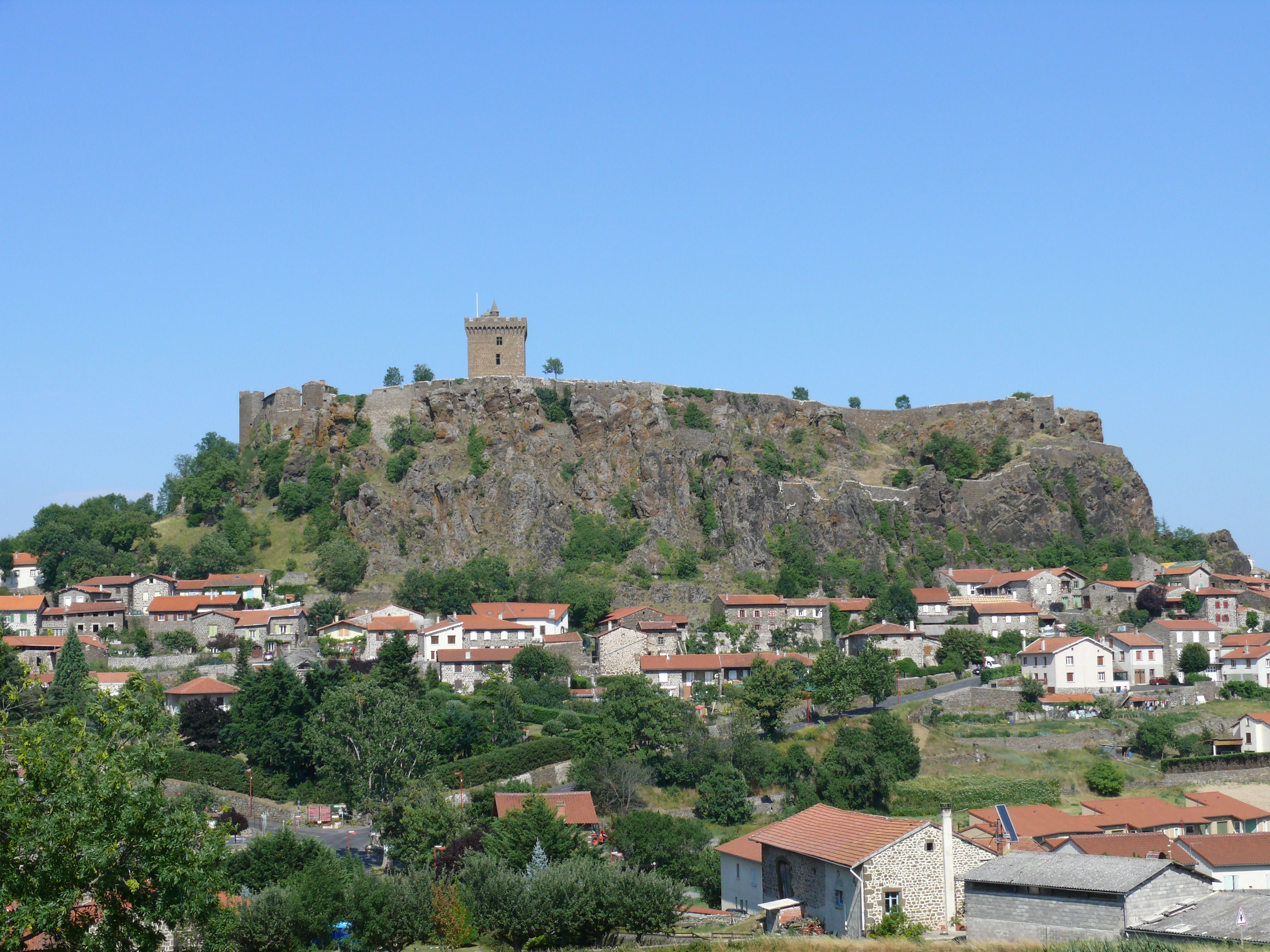
ポリニャック城（フランス）
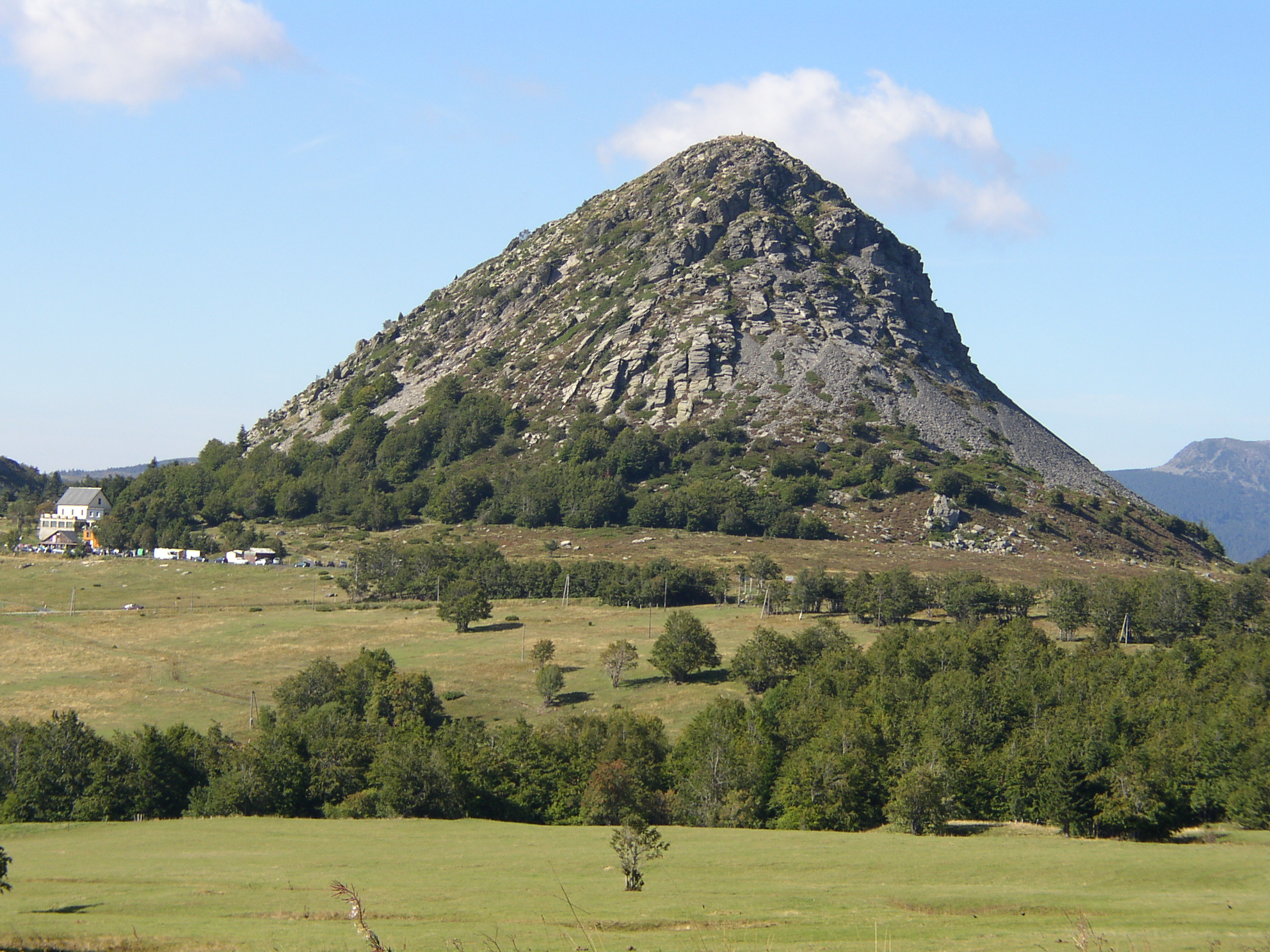
ジェルビエ・ド・ジョン（フランス）
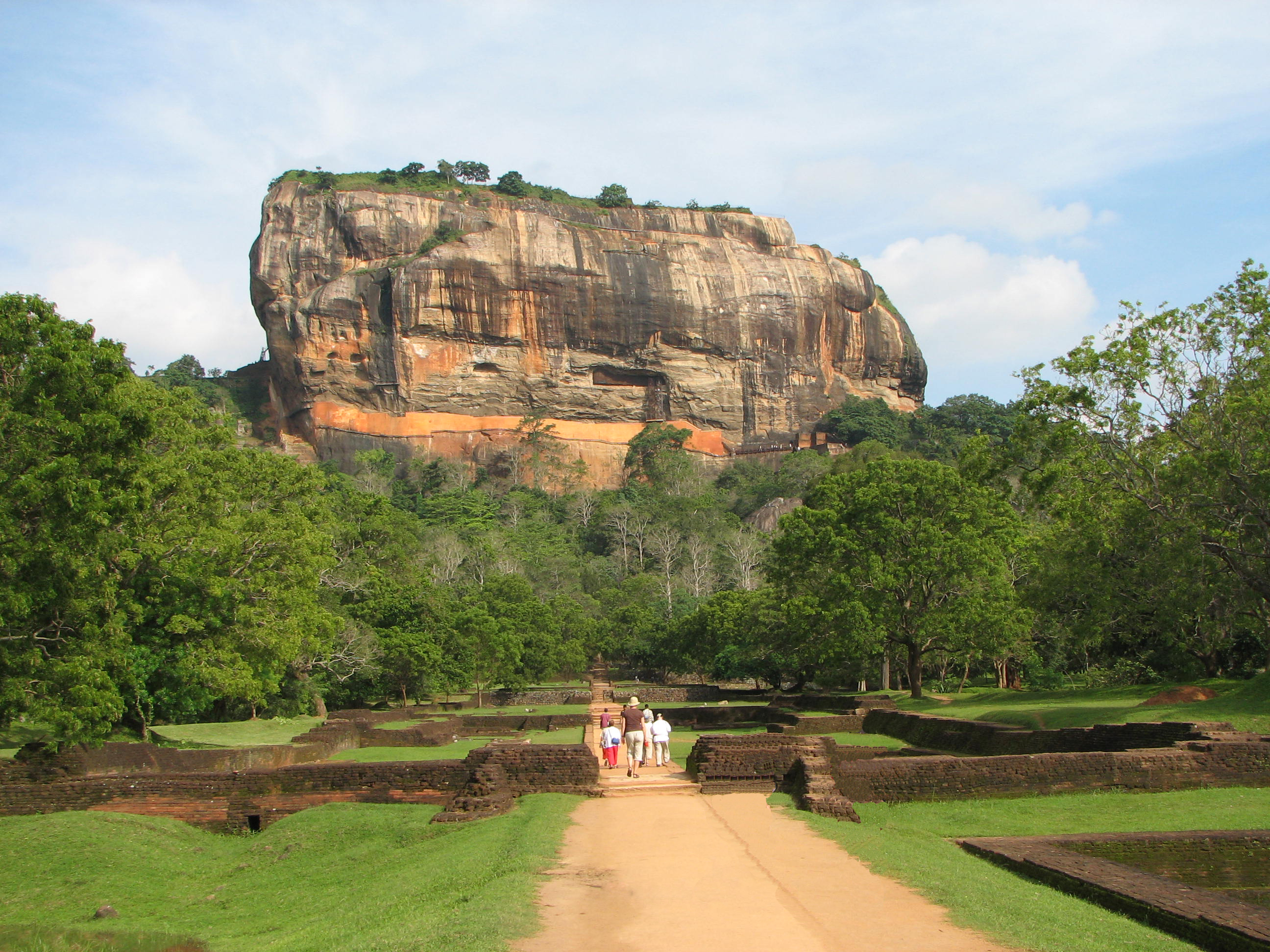
シーギリヤロック（スリランカ）